# Börse Bratislava
Die Börse Bratislava (englisch Bratislava Stock Exchange, Burza cenných papierov v Bratislave), (BSSE) ist eine Wertpapierbörse mit Sitz in Bratislava, der Hauptstadt der Slowakei.

## Geschichte
Die Börse startete im März 1991 mit Unterstützung des Slowakischen Finanzministeriums. Das Unternehmen ist der einzige Anbieter eines Wertpapierhandels innerhalb der Slowakei. Der erste Handelstag der Börse fand im April 1993 statt. Die Börse befindet sich an der Vysoká ulica in Bratislava. 

## Indizes
Der wichtigste Aktienindex der Börse ist der Index SAX.

## Mitgliedschaften
Sie ist Mitglied in:
- Federation of European Securities Exchanges[1]